# Erik Nilsson
Erik Henry Sixten Nilsson (ur. 6 sierpnia 1916 w Limhamn, zm. 9 września 1995 w Höllviken) – szwedzki piłkarz, obrońca. Brązowy medalista MŚ 1950. Długoletni zawodnik Malmö FF.
Nilsson jest jednym z zaledwie dwóch piłkarzy (drugim był Szwajcar Alfred Bickel), którzy w finałach mistrzostw świata grali przed i po II wojnie światowej. Jego pierwszym klubem był Limhamns IF, gdzie grał do 1934. W tym samym roku został graczem Malmö. W zespole tym spędził niemal 20 lat, karierę kończył w 1953 – w tym czasie rozegrał 600 spotkań, zdobywał tytuły mistrza kraju. W 1950 otrzymał nagrodę Guldbollen dla najlepszego szwedzkiego piłkarza.
W reprezentacji Szwecji w latach 1938–1952 zagrał 57 razy. Podczas MŚ 38 zagrał w jednym spotkaniu – przegranym z Brazylią meczu o brązowy medal. Dwanaście lat później był kapitanem zespołu, wystąpił we wszystkich pięciu meczach Szwecji. W 1948 wraz z kolegami został złotym medalistą igrzysk w Londynie, cztery lata później wywalczył brązowy medal olimpijski.